# Phil Mickelson
Philip Alfred Mickelson (San Diego, California, 16 de junio de 1970) es un jugador de golf estadounidense. Es uno de los mejores jugadores en la historia del golf, con un total de 51 victorias profesionales.
Dentro de ellas, se destacan seis torneos majors: tres Masters de Augusta (2004, 2006 y 2010), dos PGA Championship (2005 y 2021) y un Abierto Británico (2013). En el Abierto de los Estados Unidos consiguió seis segundos puestos, sin lograr vencer jamás. El estadounidense ha obtenido 28 top 5 en torneos mayores.
Aparte de sus majors, Mickelson obtuvo triunfos destacados en el WGC-Campeonato Cadillac de 2009, el WGC-HSBC Champions de 2007 y 2009, el Campeonato Deutsche Bank de 2007, el Tour Championship de 2000 y 2009, el WGC-Mexico Championship de 2018, y el Players Championship de 2007.
Mickelson ha logrado 45 victorias y más de 190 top 10 en el PGA Tour. Pese a ello, nunca pudo alcanzar el primer puesto en la lista de ganancias del circuito, ubicándose segundo en 1996, 2000, 2001, 2002 y 2007, y tercero en 2004, 2005, 2008 y 2009. Tampoco pudo llegar a ser el golfista número 1 del mundo. Ha estado 270 semanas como número 2 y 552 semanas entre los primeros cinco.
Este golfista ostenta el récord de apariciones en el equipo estadounidense de la Ryder Cup y de la Copa de Presidentes. Obtuvo 16 victorias, 19 empates y 6 derrotas en el primer caso, y 20 victorias, 16 empates y 11 derrotas en el segundo.  Además, ganó la Copa Alfred Dunhill de 1996 y resultó segundo en la Copa Mundial de Golf de 2002 con Estados Unidos.
Se le conoce por su gran afinidad con el público en los torneos en que participa, y por su estilo de juego agresivo y arriesgado, cargado de espectacularidad y dramatismo. 
Una curiosidad es que siendo diestro de nacimiento juega como un zurdo, ya que su padre y un primo son zurdos y al incursionar al deporte utilizó estos equipos y aprendió a jugar a la zurda.
Se graduó en la Universidad Estatal de Arizona como psicólogo en 1992 y ese mismo año se convirtió en jugador profesional. 
Fue el segundo deportista mejor pagado de 2010, por detrás de Tiger Woods, con ganancias de alrededor de 40 millones de dólares. Sus ganancias en torneos del PGA Tour superan los 70 millones de dólares. En 2012 ingresó en el Salón de la Fama del Golf Mundial. Es el noveno jugador con más victorias en el PGA Tour (45).
El 23 de mayo de 2021 gana el PGA Championship con 50 años y 11 meses, convirtiéndose en el jugador más veterano en ganar un major.

### Resultados en Majors
| Torneo                    | 1990  | 1991  | 1992 | 1993 | 1994 | 1995 | 1996 | 1997 | 1998 | 1999 |
| ------------------------- | ----- | ----- | ---- | ---- | ---- | ---- | ---- | ---- | ---- | ---- |
| Masters de Augusta        |       | T46LA |      | T34  |      | T7   | 3    | CUT  | T12  | T6   |
| U.S. Open                 | T29LA | T55LA | CUT  |      | T47  | T4   | T94  | T43  | T10  | 2    |
| Abierto Británico de Golf |       | T73   |      |      | CUT  | T40  | T41  | T24  | 79   | CUT  |
| PGA Championship          |       |       |      | T6   | 3    | CUT  | T8   | T29  | T34  | T57  |

| Torneo                    | 2000 | 2001 | 2002 | 2003 | 2004 | 2005 | 2006 | 2007 | 2008 | 2009 |
| ------------------------- | ---- | ---- | ---- | ---- | ---- | ---- | ---- | ---- | ---- | ---- |
| Masters de Augusta        | T7   | 3    | 3    | 3    | 1    | 10   | 1    | T24  | T5   | 5    |
| U.S. Open                 | T16  | T7   | 2    | T55  | 2    | T33  | T2   | CUT  | T18  | T2   |
| Abierto Británico de Golf | T11  | T30  | T66  | T59  | 3    | T60  | T22  | CUT  | T19  |      |
| PGA Championship          | T9   | 2    | T34  | T23  | T6   | 1    | T16  | T32  | T7   | 73   |

| Torneo                    | 2010 | 2011 | 2012 | 2013 | 2014 | 2015 | 2016 | 2017 | 2018 |
| ------------------------- | ---- | ---- | ---- | ---- | ---- | ---- | ---- | ---- | ---- |
| Masters de Augusta        | 1    | T27  | T3   | T54  | CUT  | T2   | CUT  | T22  | T36  |
| U.S. Open                 | T4   | T54  | T65  | T2   | T28  | T64  | CUT  |      | T48  |
| Abierto Británico de Golf | T48  | T2   | CUT  | 1    | T23  | T20  | 2    | CUT  | T24  |
| PGA Championship          | T12  | T19  | T36  | T72  | 2    | T18  | T33  | CUT  | CUT  |

| Torneo                    | 2019 | 2020 | 2021 | 2022 | 2023 |
| ------------------------- | ---- | ---- | ---- | ---- | ---- |
| Masters de Augusta        | T18  | T55  |      |      | T2   |
| PGA Championship          | T71  | T71  | 1    |      |      |
| U.S. Open                 | T52  | CUT  |      | CUT  |      |
| Abierto Británico de Golf | CUT  | ND   |      | CUT  |      |

(LA) = Mejor Amateur
CUT = No pasó el corte
"T" = Empatado con otros
Ret. = Retirado
ND = No Disputado
Fondo verde indica victoria. Fondo amarillo, puesto entre los diez primeros (top ten).